# ألفرد ناويوكس
ألفرد هيلموت ناويوكس (بالألمانية: Alfred Helmut Naujocks)‏ (20 سبتمبر 1911 - 4 أبريل 1966)، الملقب هانز مولر، ألفرد بونسن، ورودولف موبرت، كان موظفًا ألمانيًا في قوات الأمن الخاصة خلال الرايخ الثالث. شارك في قضية قلايفتز التي نُظمت، وهي عبارة عن راية كاذبة يهدف إلى تقديم مبرر للهجوم على بولندا من قبل ألمانيا النازية، وكانت النقضة التي أشعلت الحرب العالمية الثانية في أوروبا.

## حياته
وُلد ناويوكس في كيل والتحق بجامعة كييل  حيث درس الهندسة، وبعد تدريبات فنية غير مكتملة كمهندس دقيق، انضم إلى الأس أس في عام 1931.   قاد هجومًا سريًا على محطة إذاعية معادية للنازية في قرية سلوب في تشيكوسلوفاكيا في 23 يناير 1935. قُتل الناشط في الجبهة السوداء رودولف فورميس في الحادث؛  اعترف ناويوكس بالقتل في عام 1944 أثناء وجوده في الحجز الأمريكي. بحلول خريف عام 1937، تمت ترقيته إلى هوبتستثرمفهرر (كابتن) وبحلول عام 1938 تمت ترقيته مرة أخرى إلى Sturmbannführer (مايجور). 

## الحرب العالمية الثانية

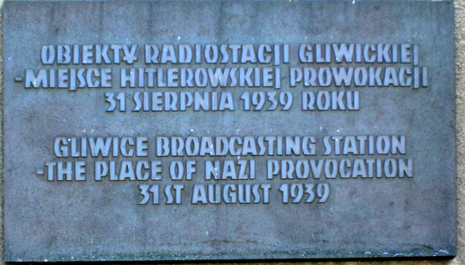
لوحة على الموقع لإحياء ذكرى حادثة جليويتز

في 10 أغسطس 1939، أصدر راينهارد هايدريش توجيهًا إلى Naujocks بمهمه لقيادة مجموعة صغيرة من العملاء الألمان للاستيلاء على محطة راديو Gleiwitz.  بعد ذلك، في ليلة 31 أغسطس، قاد ناويوكس الهجوم على محطة الإذاعة الألمانية جليويتز، واحدة من واحد وعشرين هجومًا مشابهًا نسبه الألمان سريعًا إلى البولنديين. بمجرد الدخول إلى محطة الإذاعة، تم بث رسالة قصيرة لرسالة معادية للألمان باللغة البولندية (على الرغم من اختلاف المصادر على محتوى الرسالة). ثم أُطلقت أعيرة نارية في الاستوديو وتركت جثة على الأرض بالقرب من الميكروفون. 
لإضافة دليل موثق على هذا الهجوم، وضع نشطاء الأس دي قوات بولندية وهمية (جثث سجناء من معسكر الاعتقال داكاو الذين كانوا يرتدون زيًا بولنديًا تم توفيره من قِبل أبفير، قُتلوا بالحقن القاتلة، ثم أُطلق عليهم النار) حول " مهاجمة 'محطة إذاعية من أعضاء مختارين من الصحافة لرؤية موقع الحادث.  شكلت هذه الهجمات، ولكن ليس حصريًا حادثة Gleiwitz، تبرير هتلر للرايخستاغ فيما يتعلق بـ"التهدئة" الضرورية لبولندا، مما أدى إلى بدء الحرب العالمية الثانية في أوروبا.
في أوائل عام 1940، تم تكليفه بوحدة التزوير في الأس دي المكلفة بتزوير الأوراق النقدية البريطانية بموجب عملية بيرنهارد. وبحلول أواخر عام 194، تمت تنحيته من منصبه بعد أن سقط هيدريش.
في عام 1941، تم فصله من الأس دي بعد خلافه على أحد أوامر راينهارد هايدريش. تم تخفيض رتبته وكان عليه أن يخدم في فافن إس إس على الجبهة الشرقية. في عام 1943، بسبب الحالة الصحية، تم إرساله إلى الغرب، حيث شغل منصب مدير اقتصادي في العام التالي للقوات الألمانية في بلجيكا، بينما تورط في مقتل العديد من أعضاء المقاومة السرية البلجيكية والدنماركية. 
بعد ترقيته إلى Obersturmführer (ملازم أول)، شارك في أعمال تخريبية وإرهابية ضد السكان الدنماركيين من ديسمبر 1943 حتى خريف عام 1944، كزعيم لـ «مجموعة بيتر»، بما في ذلك مقتل القس اللوثري كاج مانك. انتقلت القيادة في وقت لاحق إلى SS-Hauptsturmführer Otto Alexander Friedrich Schwerdt (SS-Jagdverbände). في حوالي عام 1944، سلّم ناويوكس نفسه إلى القوات الأمريكية، التي احتجزته لاحقًا كمجرم حرب محتمل بنهاية الحرب. 

## الحياة في وقت لاحق
في محاكمات نورمبرغ، أعلن ناويوكس أن الهجوم على برج الراديو الألماني في جليويتز كان بناء على أوامر من هاينريش مولر، رئيس جيستابو ورئيسه راينهارد هايدريش. بعد الحرب، هرب من الحجز قبل محاكمته بتهمة ارتكاب جرائم حرب، وعاش مختبئًا في الستينيات. كان يعمل كرجل أعمال في هامبورغ، حيث باع قصته في نهاية المطاف إلى وسائل الإعلام باسم الرجل الذي بدأ الحرب. زُعم أنه شارك في إدارة أوديسسا، إلى جانب أوتو سكورزيني، الذي تولى إدارة العقود مع الحكومة الإسبانية، وتوفير جوازات السفر وترتيب الأموال. تعامل هو ورفاقه مع مجرمي الحرب النازيين السابقين الذين ذهبوا إلى أمريكا اللاتينية، حيث كانوا مسؤولين عن استقبالهم وحمايتهم هناك.  توفى ناويوكس بنوبة قلبية في هامبورغ في 4 أبريل 1966، عن عمر يناهز 54 عامًا. 